# Beverly Todd

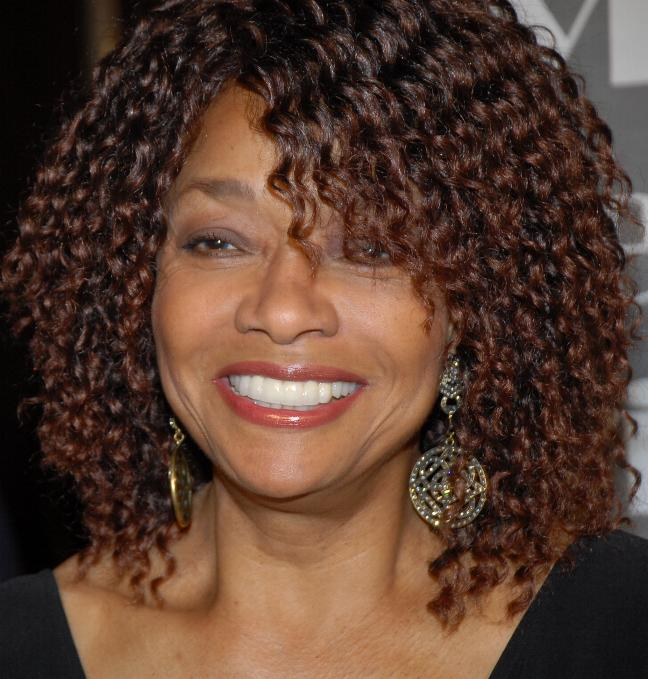
Beverly Todd (2008)

Beverly Todd (* 11. Juli 1946 in Chicago, Illinois) ist eine US-amerikanische Schauspielerin.

## Karriere
Seit Ende der 1960er Jahre spielte Todd in zahlreichen Kino- und Fernsehfilmen mit. Ebenso war sie unter anderem in Episoden der Fernsehserien The Robert Guillaume Show, Benson, Quincy und Magnum, p.i. zu sehen. Ihre bekanntesten Rollen hatte sie in Der knallharte Prinzipal (1989) und Das Beste kommt zum Schluss (2007) an der Seite von Morgan Freeman und in L.A. Crash (2004).
Todd war mit dem Filmproduzenten Kris Keiser verheiratet. Sie hatten einen gemeinsamen Sohn, Malik Smith, der 1989 ums Leben kam.

## Filmografie (Auswahl)
- 1969: The Lost Man – Es führt kein Weg zurück (The Lost Man)
- 1970: Zehn Stunden Zeit für Virgil Tibbs (They Call me Mister Tibbs)
- 1971: Brother John – der Mann aus dem Nichts (Brother John)
- 1976: Barnaby Jones (Fernsehserie, 1 Episode)
- 1977: Ausgetrickst (A piece of the action)
- 1977: Roots (Fernsehserie)
- 1982: Hausaufgaben (Homework)
- 1984: Die fatale Affäre der Katherine G. (A Touch of Scandal)
- 1986: Redd Foxx-Show (Fernsehserie)
- 1988: Claras Geheimnis (Clara’s Heart)
- 1988: Moving – Rückwärts ins Chaos (Moving)
- 1989: Der knallharte Prinzipal (Lean on Me)
- 2004: L.A. Crash (Crash)
- 2006: Ghost Whisperer – Stimmen aus dem Jenseits (Fernsehserie, 1 Episode)
- 2007: Dr. House (Fernsehserie, 1 Episode)
- 2007: The Closer (Fernsehserie, 1 Episode)
- 2007: Das Beste kommt zum Schluss (The Bucket List)
- 2010: Criminal Minds (Fernsehserie, 1 Episode)
- 2011: Grey’s Anatomy (Fernsehserie, 1 Episode)
- 2012: Zeit der Sehnsucht (Days of Our Lives, Fernsehserie, 37 Episoden)
- 2013: Royal Pains (Fernsehserie, 1 Episode)